# Dancing Pallbearers

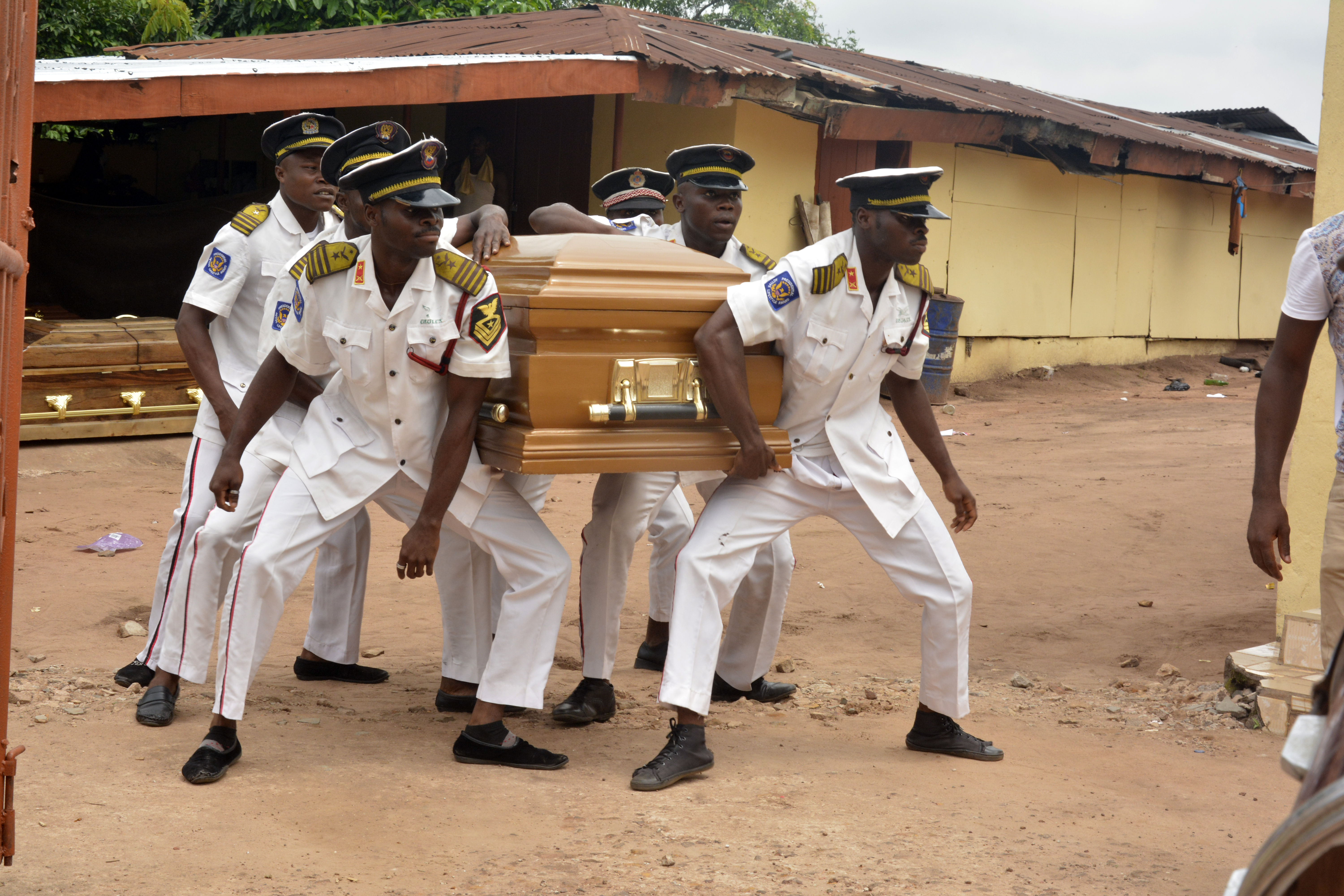
Il gruppo durante un servizio in Nigeria.

Dancing Pallbearers è il nome con cui sono internazionalmente conosciuti i Nana Otafrija Pallbearing and Waiting Service o Dada awu, un gruppo di necrofori ghanesi di base nella città costiera di Prampram, nella Regione della Grande Accra, sita nella parte meridionale del Paese. Il gruppo, che all'inizio operava solo localmente, ora fornisce i propri servizi in tutto il Ghana e, talvolta, anche al di fuori del Paese.
I Dancing Pallbearers, poi divenuti noti anche come Dancing Coffin e Coffin Dancers, furono portati all'attenzione dell'opinione pubblica internazionale attraverso un servizio giornalistico realizzato nel 2017 dalla BBC, dove venne mostrato come, durante il trasporto della bara, i sei componenti del gruppo si esibissero in danze e coreografie al ritmo di canti tradizionali ghanesi eseguiti da una banda posta dietro di loro e dalle persone che li circondavano, facendo anche finta di spolverare la bara con dei fazzoletti colorati, un comportamento decisamente poco in tono con la solennità dei funerali occidentali. Quando poi, nel marzo 2020, i video delle coreografie del gruppo furono montati assieme al brano Astronomia di Tony Igy, il gruppo guadagnò un'improvvisa popolarità mondiale, divenendo protagonista di meme (ritraenti soprattutto incidenti o infortuni) diffusi su tutti i social network, anche grazie alla concomitante pandemia di COVID-19.

## Origini
I Dancing Pallbearers sono stati fondati nel 2007 da Benjamin Aidoo, che mise insieme il gruppo inizialmente per prestare un comune servizio di trasporto dei feretri. In seguito, Aidoo ebbe l'idea di aggiungere delle coreografie al normale servizio di trasporto, chiedendo un compenso straordinario per la loro realizzazione durante i funerali. La richiesta di questo tipo di sepoltura si adatta infatti all'usanza ghanese di celebrare cerimonie funebri allestendo, quando possibile, una grande festa in onore del defunto, della durata anche di diversi giorni e allietata da balli e musica dal vivo. Tuttavia, anche nello stesso Ghana, alcune persone hanno trovato eccessivo il modo di ballare dei Dancing Pallbearers, giudicandolo irrispettoso.
Nel 2017 i Dancing Pallbearers furono notati dalla BBC, che decise di dedicare loro un servizio giornalistico; da allora, il gruppo guadagnò visibilità, e sui social network, soprattutto Facebook e TikTok, iniziarono a girare video delle loro performance, compreso uno che ritraeva la caduta accidentale del feretro durante uno dei balletti e che fu postato su Facebook il 2 maggio 2019.

## Notorietà e cultura di massa
I video delle coreografie del gruppo, montati assieme al brano di musica elettronica Astronomia di Tony Igy, nella versione remixata dal duo olandese dei Vicetone, o a You Know I'll Go Get di DJ Haning e Rizky Ayuba, guadagnarono sempre più popolarità su TikTok quando iniziarono a essere utilizzati come sequenze di chiusura in montaggi video ritraenti eventi solitamente incidentali (cadute e simili) ma non la loro fine, sostituita appunto da spezzoni delle performance dei Dancing Pallbearers, ad indicare che il protagonista dell'incidente era morto (o era comunque andato vicino alla morte). Nei primi mesi del 2020, alcuni meme con le coreografie il gruppo raggiunsero diversi milioni di visualizzazioni sia su TikTok, sia su Facebook e altri social network, venendo usati anche per mandare un messaggio in tutto il mondo che invitava a indossare la mascherina, data la pandemia di COVID-19 che stava iniziando a propagarsi in tutto il mondo. Da allora, i meme con i necrofori ghanesi si sono moltiplicati diventando migliaia, e i Dancing Pallbearers sono stati oggetto di decine di imitazioni e parodie diventate a loro volta molto diffuse sui social network.

Così, ad esempio, per invitare la popolazione a rimanere nelle proprie case al fine di diminuire i contagi di COVID-19, nell'aprile del 2020, in Brasile sono stati posti ai bordi delle strade dei cartelloni pubblicitari ritraenti i Dancing Pallbearers e la scritta "Rimanete a casa o venite a ballare con noi", cosa poi replicata a maggio dello stesso gruppo, che ha pubblicato un video, diffuso in tutto il mondo, in cui i componenti recitavano quella frase invitando le persone a rimanere a casa. In Colombia e in Perù, sempre fra aprile e maggio 2020, sono stati addirittura gli agenti di polizia a imitare la danza del gruppo di necrofori, trasportando persino una bara sulle spalle, al fine di incoraggiare le persone a non uscire e ad attenersi al coprifuoco onde evitare il diffondersi della pandemia. In generale, i video del gruppo sono stati molto famosi tra marzo e giugno del 2020, ossia durante quella che in Europa e negli Stati Uniti è stata definita la "prima ondata" della pandemia, per poi veder diminuire la propria notorietà nel periodo luglio-ottobre, e riguadagnare una certa fama verso la fine dell'anno, soprattutto in occasione della diffusione del COVID-19 all'interno della Casa Bianca e dello staff del Presidente Donald Trump. Proprio Trump aveva infatti condiviso su Twitter uno dei meme con i Dancing Polebearers che trasportavano una bara su cui, tramite tecniche di montaggio video, era stato applicato il logo della campagna elettorale di Joe Biden, suo avversario nelle elezioni politiche statunitensi del 2020.

Il fenomeno mediatico dei Dancing Pallbearers ha raggiunto numeri tali che ad Hong Kong la JMG 1/64 Miniatures, una ditta di giocattoli, ha iniziato a realizzare e vendere delle miniature in plastica raffiguranti i necrofori ghanesi, mentre a Taiwan alcuni bar servono da bere usando modellini del gruppo ghanese.